# Challenge Tour 2004/05
Die Challenge Tour 2004/05 war eine Serie von Qualifikationsturnieren für die professionelle Snooker Main Tour. Über die Endwertung der „zweitklassigen“ Challenge Tour konnten sich dieses Mal insgesamt neun Spieler für die Main Tour 2005/06 qualifizieren. Es war die vorerst letzte Ausgabe der Challenge Tour, die erst in der Saison 2018/19 in etwas abgewandelter Form wiederbelebt wurde.

## Struktur
Auch an der Challenge Tour 2004/05 nahmen 128 Spieler teil. Alle Spieler hatten sich zuvor für die Challenge Tour qualifizieren müssen: Zunächst erhielten jene Spieler der Main Tour 2003/04 einen Challenge-Tour-Startplatz, die sich nicht für die Main Tour 2004/05 hatten qualifizieren können. Mit 44 Spielern etwa genauso viele Startplätze wurden an die besten nicht für die Main Tour qualifizierten Spieler der Challenge Tour 2003/04 besetzt. Weitere Startplätze wurden über diverse nationale und internationale Qualifikationswege vergeben, unter anderem für die Sieger der Amateurweltmeisterschaft, der U21-Weltmeisterschaft und nationaler Play-offs. Zusätzlich vergab der Weltverband zwei Wildcards. Jeder Teilnehmer der Challenge Tour 2004/05 durfte nicht gleichzeitig auf der Main Tour 2004/05 spielen.
Alle Events der Challenge Tour wurden im World Snooker Centre im Pontin’s-Ferienresort im nordwalisischen Prestatyn im K.-o.-System ausgetragen. Das Unternehmen fungierte auch als Sponsor der Turnierserie. Die Setzliste für die einzelnen Events hing auch vom Qualifikationsweg ab – Spieler des Main-Tour-Weges wurden vor den Spielern des Challenge-Tour-Wegs priorisiert und diese wiederum vor den übrigen Teilnehmern. Zusätzlich durften die Spieler der Challenge-Tour an der Qualifikation der Snookerweltmeisterschaft 2005 teilnehmen. Die sonst übliche Teilnahme an der Benson and Hedges Championship für ausgewählte, führende Spieler der jeweiligen Challenge-Tour-Spielzeit entfiel in diesem Jahr, weil das mittlerweile als Masters Qualifying Event bezeichnete Event während der Saison nicht ausgetragen wurde. Bei jedem Turnier erhielten die Spieler je nach Ergebnis Ranglistenpunkte. Bei den eigentlichen Challenge-Tour-Events war der Punkteschlüssel dafür identisch, nur für die WM-Qualifikation wurde er abgeändert. Dort wich er auch vom Punkteschlüssel der übrigen Teilnehmer ab. Mit den Punkten wurde am Ende eine Order of Merit erstellt, über die auch die Startberechtigungen für die Profitour vergeben wurden.
| Runde  | Sieger | Finalist | Halbfinalist | Viertelfinalist | Achtelfinalist | Letzte 32 | Letzte 64 | Runde 1 |
| Punkte | 2500   | 2050     | 1750         | 1450            | 1150           | 900       | 650       | 400     |

| Runde  | Letzte 64 | Letzte 80 | Letzte 96 | Runde 5 | Runde 4 | Runde 3 | Runde 2 | Runde 1 |
| Punkte | 3750      | 3075      | 2625      | 2175    | 1725    | 1350    | 975     | 600     |

Letztendlich litt die Challenge Tour unter den schlechten finanziellen Möglichkeiten des Weltverbandes. Sie waren der Grund für das Ende der Challenge Tour nach dieser Spielzeit. Schon während der Saison wurden die Preisgelder der einzelnen Events gekürzt:
| Runde        | Sieger  | Finalist | Halbfinalist | Viertelfinalist | Letzte 16 | Letzte 32 | Letzte 64 | insg.    |
| Events 1 & 2 | 5.000 £ | 2.500 £  | 1.000 £      | 500 £           | 300 £     | 200 £     | 100 £     | 20.600 £ |
| Events 3 & 4 | 4.250 £ | 2.100 £  | 835 £        | 410 £           | 250 £     | 170 £     | 85 £      | 17.400 £ |

## Events
Erneut wurden insgesamt vier Events ausgespielt, an denen nur die Spieler der Challenge Tour teilnahmeberechtigt waren.
| Nr. | Datum                 | Sieger       | Ergebnis | Finalist       |
| --- | --------------------- | ------------ | -------- | -------------- |
| 1   | 24. bis 30. September | Jamie Cope   | 6:2      | Chris Norbury  |
| 2   | 6. bis 12. Dezember   | James Tatton | 6:4      | Matthew Barnes |
| 3   | 15. bis 21. März      | James McBain | 6:3      | Mark Allen     |
| 4   | 4. bis 10. April      | Jamie Cope   | 6:0      | Matthew Couch  |

Daneben gehörte wie oben beschrieben auch die Snookerweltmeisterschaft 2005 bzw. deren Qualifikation zum offiziellen Kalender der Challenge Tour. Tatsächlich überstand keiner der Challenge-Tour-Spieler die umfangreiche WM-Qualifikation. Das beste Ergebnis fuhr Lee Spick ein, der bis in die vorletzte Qualifikationsrunde kam, gefolgt von Stuart Mann, der als einziger Challenge-Tour-Spieler in der drittletzten Qualifikationsrunde ausschied.

## Order of Merit
Die folgende Tabelle zeigt die Top 16 der Endwertung der Challenge Tour 2004/05. Die für die Main Tour 2005/06 qualifizierten Spieler sind farblich unterlegt. Die besten sechs Spieler qualifizierten sich direkt, außerdem wurden durch freie Plätze auch noch die nächsten drei Spieler mit Main-Tour-Tickets bedacht. Abgesehen davon qualifizierten sich einige Spieler (außerhalb der Top 16) auch über andere Wege für die nächste Main-Tour-Saison. Durch das Ende der Challenge Tour entfiel für die besten nicht für die Main Tour qualifizierten Spieler die sonst übliche Qualifikation für die nächste Challenge-Tour-Saison, darunter der Finalist des dritten Events, Mark Allen.
| Platz | Spieler          | Punkte |
| ----- | ---------------- | ------ |
| 1     | Jamie Cope       | 8275   |
| 2     | Lee Spick        | 7600   |
| 3     | Justin Astley    | 6775   |
| 4     | Matthew Couch    | 6725   |
| 5     | Chris Norbury    | 6475   |
| 6     | James Tatton     | 6275   |
| 7     | Stuart Mann      | 6175   |
| 8     | David Gilbert    | 6125   |
| 9     | James McBain     | 5925   |
| 10    | Antony Bolsover  | 5875   |
| 11    | Andrew Higginson | 5850   |
| 12    | Craig Taylor     | 5675   |
| 13    | Craig Steadman   | 5475   |
| 13    | Matthew Barnes   | 5475   |
| 15    | Chris Melling    | 5425   |
| 16    | James Reynolds   | 5250   |